# Wahlkreis Tempelhof-Schöneberg 7
Der Wahlkreis Tempelhof-Schöneberg 7 ist ein Abgeordnetenhauswahlkreis in Berlin. Er gehört zum Wahlkreisverband Tempelhof-Schöneberg und umfasst den südlichen Teil es Ortsteils Marienfelde und den nördlichen Teil des Ortsteils Lichtenrade.

## Abgeordnetenhauswahl 2023
Bei der Wahl zum Abgeordnetenhaus von Berlin 2023 traten folgende Kandidaten an:
| Direktkandidat                    | Partei           | Anteil der Erststimmen | Anteil der Zweitstimmen |
| --------------------------------- | ---------------- | ---------------------- | ----------------------- |
| Christian Zander                  | CDU              | 49,6 %                 | 47,3 %                  |
| Melanie Kühnemann-Grunow          | SPD              | 19,6 %                 | 19,2 %                  |
| Tanja Prinz                       | Grüne            | 09,7 %                 | 09,0 %                  |
| Karl-Heinz Turban                 | AfD              | 08,9 %                 | 08,9 %                  |
| Marcus Strempel                   | FDP              | 04,4 %                 | 05,4 %                  |
| Alexander King                    | Die Linke        | 03,2 %                 | 03,6 %                  |
| Lisa Döring                       | Tierschutzpartei | 03,1 %                 | 02,2 %                  |
| Sebastian Richter                 | Die PARTEI       | 01,1 %                 | 00,8 %                  |
| Elena Ihm                         | dieBasis         | 00,5 %                 | 00,3 %                  |
| –                                 | Sonstige         | –                      | 03,3 %                  |
| Wahlberechtigte: 32.169 Einwohner |                  |                        |                         |
| Wahlbeteiligung: 66,9 %           |                  |                        |                         |

## Abgeordnetenhauswahl 2021
Bei der im Nachhinein für ungültig erklärten Wahl zum Abgeordnetenhaus von Berlin 2021 traten folgende Kandidaten an:
| Direktkandidat                    | Partei           | Anteil der Erststimmen | Anteil der Zweitstimmen |
| --------------------------------- | ---------------- | ---------------------- | ----------------------- |
| Christian Zander                  | CDU              | 35,6 %                 | 33,9 %                  |
| Melanie Kühnemann-Grunow          | SPD              | 24,5 %                 | 23,6 %                  |
| Tanja Prinz                       | Grüne            | 11,4 %                 | 10,6 %                  |
| Karl-Heinz Turban                 | AfD              | 08,8 %                 | 08,7 %                  |
| Marcus Strempel                   | FDP              | 08,7 %                 | 08,6 %                  |
| Lisa Döring                       | Tierschutzpartei | 04,1 %                 | 02,4 %                  |
| Alexander King                    | Die Linke        | 04,0 %                 | 04,2 %                  |
| Sebastian Richter                 | Die PARTEI       | 01,5 %                 | 01,1 %                  |
| Elena Ihm                         | dieBasis         | 01,4 %                 | 00,8 %                  |
| –                                 | Freie Wähler     | –                      | 01,0 %                  |
| –                                 | Sonstige         | –                      | 05,1 %                  |
| Wahlberechtigte: 32.513 Einwohner |                  |                        |                         |
| Wahlbeteiligung: 76,8 %           |                  |                        |                         |

## Abgeordnetenhauswahl 2016
Bei der Wahl zum Abgeordnetenhaus von Berlin 2016 traten folgende Kandidaten an:
| Direktkandidat                    | Partei           | Anteil der Erststimmen | Anteil der Zweitstimmen |
| --------------------------------- | ---------------- | ---------------------- | ----------------------- |
| Hildegard Bentele                 | CDU              | 33,8 %                 | 29,7 %                  |
| Melanie Kühnemann                 | SPD              | 23,5 %                 | 22,3 %                  |
| Nina Wittmann                     | AfD              | 15,5 %                 | 15,5 %                  |
| Heinz Jirout                      | Grüne            | 10,5 %                 | 10,2 %                  |
| Axel Bering                       | FDP              | 08,9 %                 | 10,1 %                  |
| Philipp Bertram                   | Die Linke        | 04,7 %                 | 05,1 %                  |
| Aljoscha Henke                    | Piraten          | 01,4 %                 | 01,0 %                  |
| ?                                 | Menschliche Welt | 00,9 %                 | 00,3 %                  |
| ?                                 | pro Deutschland  | 00,7 %                 | 00,5 %                  |
| –                                 | Tierschutzpartei | 0–                     | 01,8 %                  |
| –                                 | Graue Panther    | 0–                     | 01,3 %                  |
| –                                 | Sonstige         | 0–                     | 02,2 %                  |
| Wahlberechtigte: 33.307 Einwohner |                  |                        |                         |
| Wahlbeteiligung: 70,4 %           |                  |                        |                         |

Hildegard Bentele wechselte im Juli 2019 ins Europäische Parlament. Für sie rückte Markus Klaer nach. Nach dessen Tod im Mai 2020 vertrat Johannes Werner den Wahlkreis.

## Abgeordnetenhauswahl 2011
Bei der Wahl zum Abgeordnetenhaus von Berlin 2011 traten folgende Kandidaten an:
| Name                              | Partei           | Anteil der Erststimmen | Anteil der Zweitstimmen |
| --------------------------------- | ---------------- | ---------------------- | ----------------------- |
| Roman Simon                       | CDU              | 46,6 %                 | 42,6 %                  |
| Ingo Siebert                      | SPD              | 30,2 %                 | 26,5 %                  |
| Martina Zander-Rade               | Grüne            | 12,9 %                 | 12,0 %                  |
| ?                                 | pro Deutschland  | 03,8 %                 | 01,2 %                  |
| Carsten Schulz                    | Die Linke        | 03,5 %                 | 02,9 %                  |
| Holger Krestel                    | FDP              | 02,3 %                 | 02,4 %                  |
| ?                                 | BüSo             | 00,7 %                 | 00,1 %                  |
| –                                 | Piraten          | –                      | 05,6 %                  |
| –                                 | Tierschutzpartei | –                      | 02,2 %                  |
| –                                 | NPD              | –                      | 02,1 %                  |
| –                                 | Die Freiheit     | –                      | 01,1 %                  |
| –                                 | Sonstige         | –                      | 01,3 %                  |
| Wahlberechtigte: 28.797 Einwohner |                  |                        |                         |
| Wahlbeteiligung: 62,2 %           |                  |                        |                         |

## Abgeordnetenhauswahl 2006
Bei der Wahl zum Abgeordnetenhaus von Berlin 2006 traten folgende Kandidaten an:
| Direktkandidat                    | Partei    | Anteil der Erststimmen | Anteil der Zweitstimmen |
| --------------------------------- | --------- | ---------------------- | ----------------------- |
| Scott Körber                      | CDU       | 44,0 %                 | 37,3 %                  |
| Wolfgang Kosia                    | SPD       | 33,3 %                 | 28,6 %                  |
| Gönül Glowinski                   | FDP       | 10,4 %                 | 10,7 %                  |
| Martina Rade                      | Grüne     | 08,7 %                 | 08,0 %                  |
| Carsten Schulz                    | Die Linke | 03,5 %                 | 02,6 %                  |
| –                                 | Sonstige  | 0–                     | 012,9 %                 |
| Wahlberechtigte: 28.990 Einwohner |           |                        |                         |
| Wahlbeteiligung: 62,0 %           |           |                        |                         |

## Bisherige Abgeordnete
Direkt gewählte Abgeordnete des Wahlkreises Tempelhof-Schöneberg 7 waren bis heute: 
| Jahr | Name              | Partei | Anteil der Erststimmen |
| ---- | ----------------- | ------ | ---------------------- |
| 2023 | Christian Zander  | CDU    | 49,6 %                 |
| 2021 | Christian Zander  | CDU    | 35,6 %                 |
| 2016 | Hildegard Bentele | CDU    | 33,8 %                 |
| 2011 | Roman Simon       | CDU    | 46,6 %                 |
| 2006 | Scott Körber      | CDU    | 44,0 %                 |
| 2001 | Norbert Atzler    | CDU    | 44,7 %                 |
| 1999 | Norbert Atzler    | CDU    | 62,8 %                 |
| 1995 | Hubert Rösler     | CDU    | 54,8 %                 |
| 1990 | Joachim Palm      | CDU    | 60,9 %                 |

Die Wahlkreise werden für jede Abgeordnetenhauswahl neu eingeteilt. Die Vorgängerwahlkreise mit ähnlicher Abgrenzung waren bei der Wahl von 2001 der Wahlkreis Tempelhof-Schöneberg 6, bei der Wahl von 1999 der Wahlkreis Tempelhof 3, bei der Wahl von 1995 der Wahlkreis Tempelhof 4 und bei der Wahl von 1990 der Wahlkreis Tempelhof 6.